# Parc des Scipioni
Le parc des Scipioni (en italien : parco degli Scipioni) est un parc municipal de 1,6 hectare situé dans les quartiers de Celio et de l'Appio-Latino de la ville de Rome en Italie. Il est localisé au-delà du mur d'Aurélien entre la via Appia et la via Latina au niveau de la porta Latina.

## Historique
Ce parc est le résultat de la reconversion, en 1931, de deux sites funéraires antiques de la ville de Rome qu'étaient la tombe de la famille Scipioni, installée par Lucius Cornelius Scipio Barbatus vers 280 av. J.-C., et le columbarium de Pomponius Hylas datant du Ier siècle. Au XVIIe siècle la zone de l'actuel parc était couverte de vignes suivant le coteau pentu en direction de l'Appia antica jusqu'à la découverte en 1614 de la tombe Scipioni.

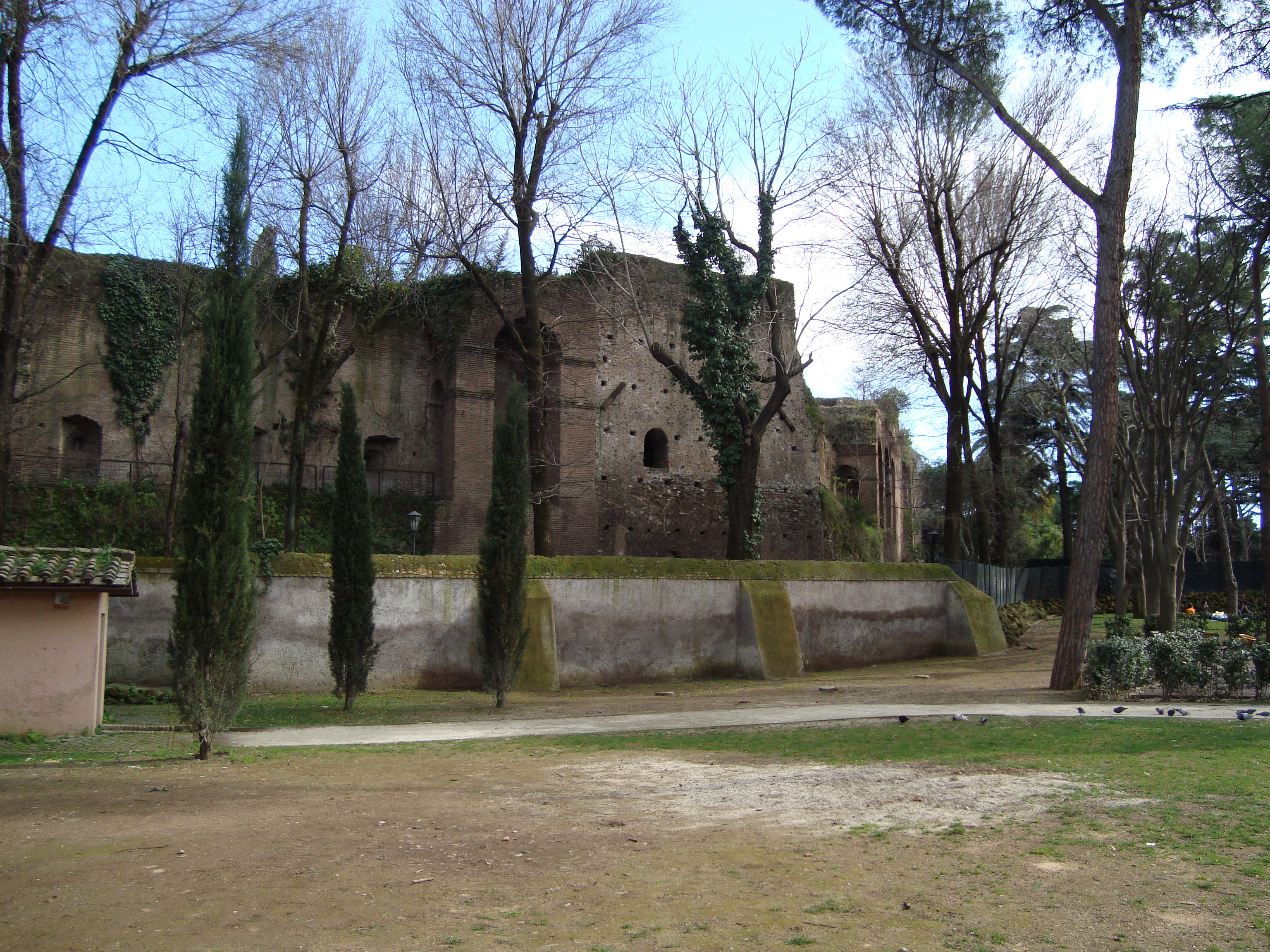
Vue de la face externe du mur d'Aurélien depuis le parc
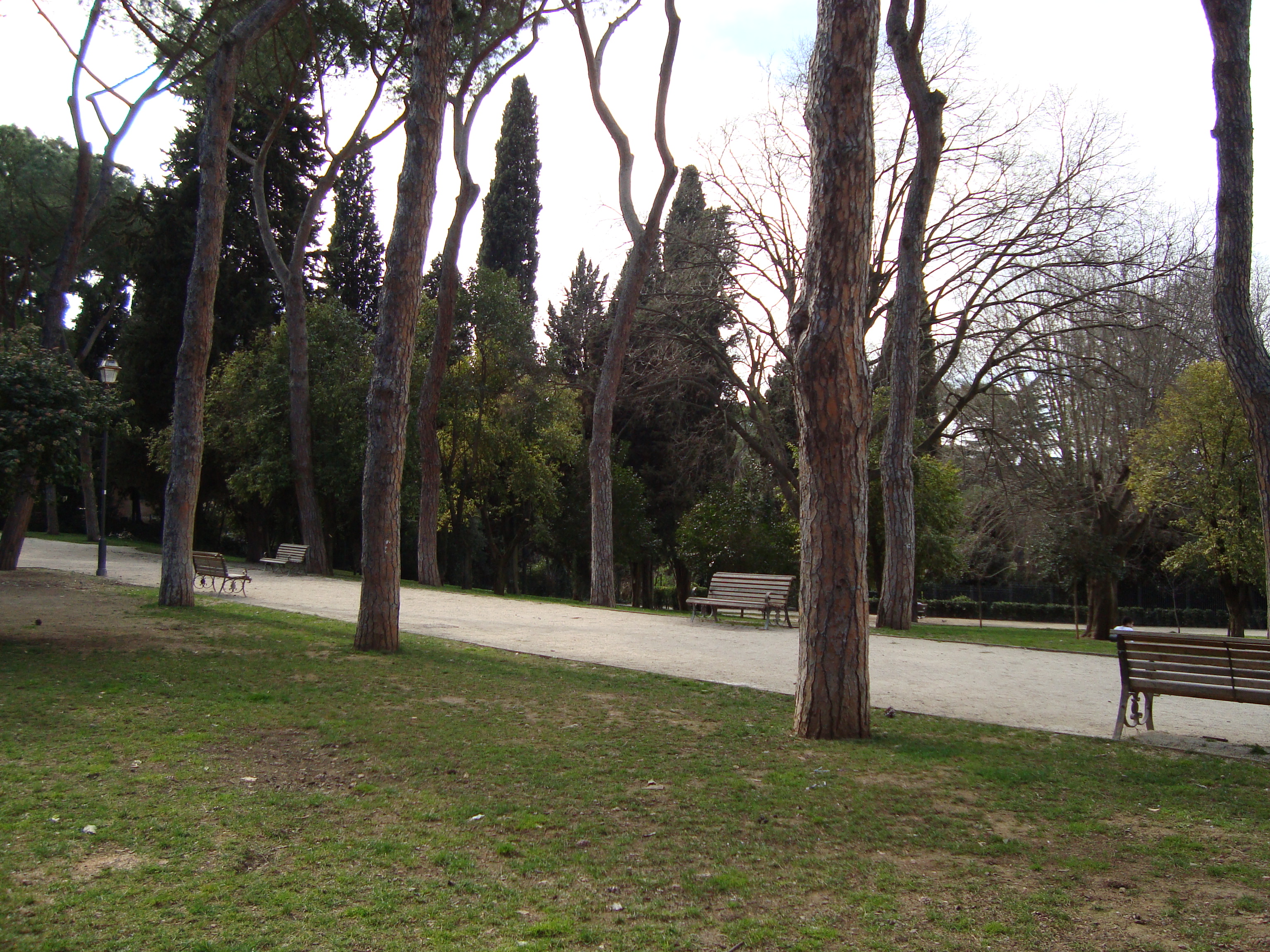
L'allée centrale du parc
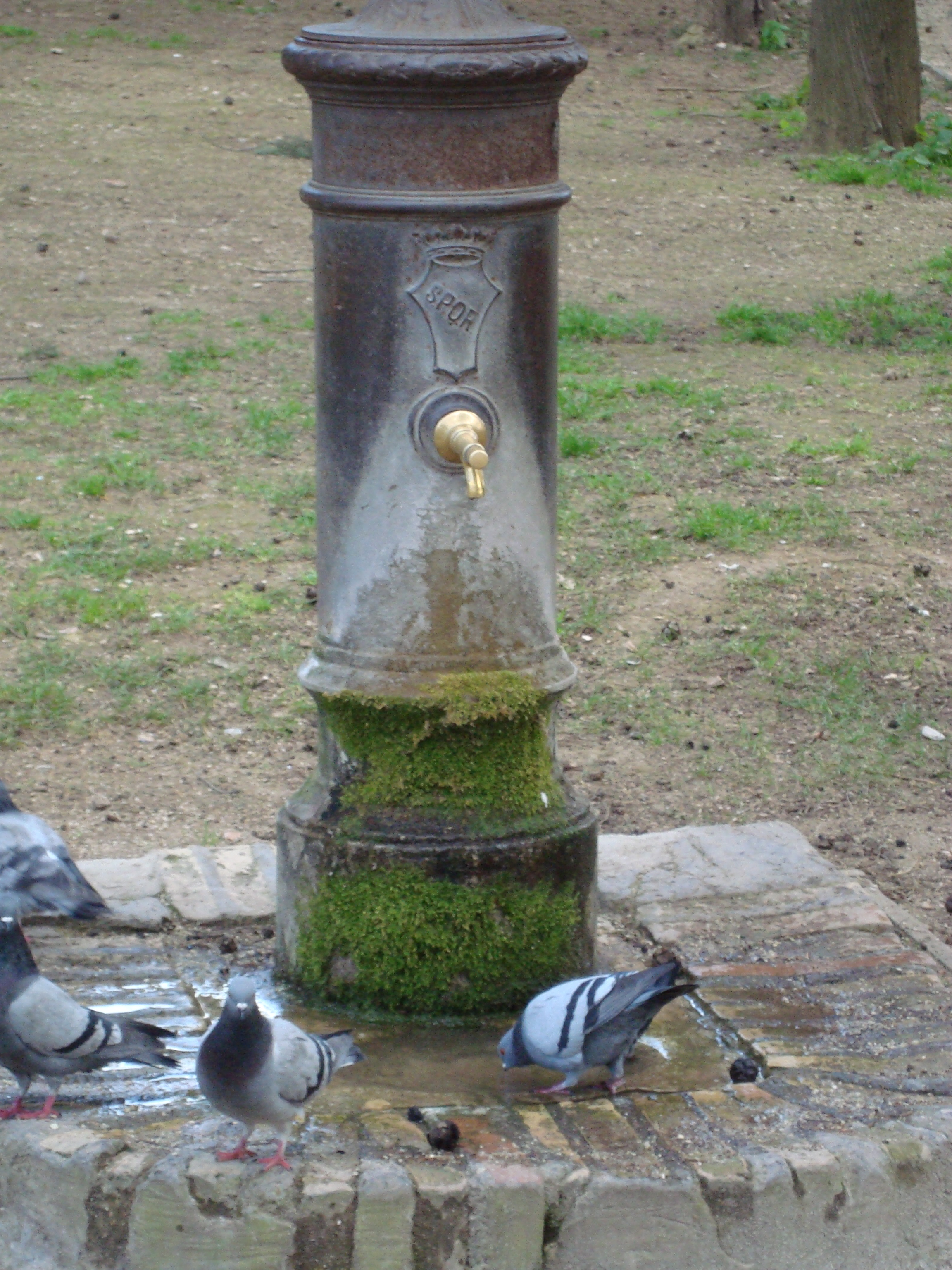
Une fontaine